# Kernkraftwerk Duane Arnold
Das stillgelegte Kernkraftwerk Duane Arnold (englisch Duane Arnold Energy Center) mit einem Siedewasserreaktor liegt in Palo im US-Bundesstaat Iowa.

## Reaktor
Der Reaktor wurde von General Electric (GE) gebaut. Es ist ein sogenannter BWR4 (interne Bezeichnung GE3), daher die 4. Generation von GE-Siedewassereaktoren.

## Geschichte
Der Bau des Kraftwerkes begann am 1. Juni 1970, den Betrieb nahm die Anlage am 19. Mai 1974 auf.
In den 2010er-Jahren war Atomkraft in den USA zunehmend unprofitabel geworden, der Stromkonzern FirstEnergy war dadurch in finanzielle Schwierigkeiten geraten und hatte angekündigt, seine vier Atomreaktoren (Davis Besse, Perry, Beaver Valley 1 und 2) entweder zu verkaufen oder stillzulegen. In Minnesota erwägt der Stromkonzern Xcel, das AKW Prairie Island vorzeitig außer Betrieb zu nehmen. Der Neubau von zwei Blöcken im AKW Virgil C. Summer wurde 2017 abgebrochen.
Ende Januar 2018 wurde bekannt, dass auch das AKW Duane Arnold vor einem möglichen Aus steht. Der Betreiber teilte mit, dass die Verträge zur Abnahme des vom Kraftwerk produzierten Stroms nur bis zum Jahr 2025 laufen, es sei unwahrscheinlich, dass der einzige Abnehmer die Verträge über dieses Datum hinaus verlängern wird.
Am 27. Juli 2018 wurde bekannt gegeben, dass die Stromabnahmeverträge um fünf Jahre verkürzt werden und das Kraftwerk Ende 2020 stillgelegt werden soll. Grund für die vorgezogene Stilllegung sei die mangelnde Wettbewerbsfähigkeit des Kraftwerks infolge des Überangebots an Erdgas und Windenergie im Nordwesten der USA.
Am 10. August 2020 beschädigte ein Sturm den Kühlturm des Kraftwerks und unterbrach die externe Stromversorgung, was zum automatischen Herunterfahren des Meilers führte. Am 25. August teilte der Betreiber und Mehrheitseigentümer NextEra Energy Resources mit, dass man nach Begutachtung der Schäden die Entscheidung getroffen habe, das Kraftwerk nicht wieder anzufahren, da eine Reparatur der Schäden bis zur bisher geplanten Abschaltung am 30. Oktober 2020 nicht möglich gewesen wäre.
NextEra Energy prüft allerdings 2024 die Möglichkeit, seine Kernkraftwerkseinheit wieder in Betrieb zu nehmen.

## Reaktorsicherheit
Bei den 18 damals noch in Betrieb befindlichen, US-amerikanischen Siedewasserreaktoren mit Containment des Mark-I-Typs, wurde Ende der 80er-Jahre ein „torus direct venting bypass system“ nachgerüstet, wobei ein „Schmetterlingsventil“ den Druck im Sicherheitsbehälter (Containment) gegebenenfalls in die Umgebung bläst.
Die ursprünglich auf 40 Jahre befristete Betriebslizenz wurde im Dezember 2010 durch die Atomaufsichtsbehörde der Vereinigten Staaten um weitere 20 Jahre verlängert, Duane Arnold hätte damit bis ins Jahr 2034 betrieben werden können.

## Daten der Reaktorblöcke
Das Kernkraftwerk Duane Arnold hat einen Block:
| Reaktorblock | Reaktortyp         | Netto- leistung | Brutto- leistung | Baubeginn  | Netzsyn- chronisation | Kommer- zieller Betrieb | Abschal- tung                   |
| ------------ | ------------------ | --------------- | ---------------- | ---------- | --------------------- | ----------------------- | ------------------------------- |
| Duane Arnold | Siedewasserreaktor | 581 MW          | 614 MW           | 22.06.1970 | 19.05.1974            | 01.02.1975              | 25.08.2020, de facto 10.08.2020 |